# Habemus film - Perugia oggi
Habemus film - Perugia oggi è un film del 2016 diretto da Roberto Goracci e Alessio Ortica.
Il film è stato proiettato per la prima volta in sala il 22 aprile 2016. Habemus film - Perugia oggi è stato girato tra Perugia e dintorni. Il ricavato è stato devoluto in beneficenza.